# 회진항
회진항(會鎭港, Hoejin Fishing Port)은 전라남도 장흥군 회진면 회진리에 있는 어항이다. 1999년 1월 1일 국가어항으로 지정되었으며, 관리청은 해양수산부 서해어업관리단, 시설관리자는 장흥군수이다.

## 연혁
- 회진면은 신라 경덕왕때 보성군 의령현이었으며, 고려초에 영암에 소속되었다가 인종때 장흥으로 개칭 '부'로 승격, 정주 관산으로 불리다가 조선 고종때 장흥군으로 칭하게 되었다. 1986년 장흥군 대덕읍에서 회진면이 분면되면서 현재에 이르렀다.
- 회진은 조선시대에 회령포라 불렸다.
- 충무공 이순신 장군과도 매우 깊은 인연을 가진 곳으로 충무공은 백의종군을 명받고 임지로 가던 도중에 다시 삼도수군통제사를 제수 받아 전선 12척을 인수받고 임진왜란의 전세를 뒤집은 발판이 되는 곳이 바로 회령포, 회진항이다.
- 회진항은 득량만 서쪽 입구에 있는 노력도 북서쪽 포구 내에 위치하고 있으며 2000년 기본설계 및 환경영향평가용역을 실시하고 2001년 실시 설계용역을 시행했다.[1]

## 어항구역
본 항의 어항구역은 다음과 같다.
- 수역: 회덕중학교에서 S29°E방향으로 230m 떨어진 점(N34-28-4.74, E 126-00-34.14)과 이 점에서 N80°E방향으로 건너편 육지부의 점(N34-28-24.92 E 126-57-2.36)을 연결하는 선을 따라 형성된 공유수면[2]
- 육역: 전라남도 장흥군 회진면 회진리 2144-1 외 1필지(상세내역은 생략)[3]

## 특색
내가 / 회진항의 어름한 다방을 좋아하는 건 / 잡아당기면 갈매기 우는 소리가 나는 / 낡은 의자에 앉아 있으면 / 허름한 바다와 하늘이 보이기 때문입니다. — 시인 김영남의《회진항에는 허름한 하늘이 있다》중에서

- 회진항은 청정해역에 접해 있어 감성돔, 농어 등 입질이 좋은 어종이 많이 잡히며 갯바위 낚시도 가능하다. 또 항 주변에는 약초가 많이 난다는 부용산과 산 대부분이 바위로 이루어진 천관산, 고운 여인이 치맛자락을 길게 늘어뜨리고 있는 형상을 한 억불산 등 유명한 명산이 많아 등산객들에게도 환영받는 어항이다.[4]

- 회진항은 이청준과 한승원의 고향바다로 그들의 고향소설 속의 정감어린 장면들이 고스란히 살아있는 곳이다. 회진항 인근은 이청준의 소설을 원작으로 한 임권택 감독의 《천년학》촬영지이기도 하다.
- 2011년 농림수산식품부에서 주최한 제1회 해안선 자전거대회가 이곳에서 개최되었다.